# 김대중 (1946년)
김대중(1946년 ~ 2017년 9월 14일)은 대한민국의 만화 영화 감독이다.
세영동화를 설립하여 애니메이션 제작을 하였다. 미국·일본 애니메이션의 하청도 하였고 《2020년 우주의 원더키디》·《은비까비의 옛날옛적에》 등 오리지널 애니메이션도 제작하였다.
2017년 간암으로 사망하였다.

## 작품
- 《우주대장 애꾸눈》(1980)
- 《2020년 우주의 원더키디》(1989)
- 《은비까비의 옛날옛적에》(1991 ~ 1992)
- 《해상왕 장보고》(1997)
- 《천년왕자 가우치》(2000)

## 참고 문헌
1. ↑  “'2020원더키디' '은비까비' 김대중 감독 별세”. 연합뉴스. 2017년 9월 14일. 2017년 9월 14일에 확인함.